# Diaphorus inglorius
Diaphorus inglorius är en tvåvingeart som beskrevs av Octave Parent 1933. Diaphorus inglorius ingår i släktet Diaphorus och familjen styltflugor. Inga underarter finns listade i Catalogue of Life.